# Embraer E-Jet E2
Embraer E-Jet E2  je serija ozkotrupnih reaktivnih potniških letal brazilskega proizvajalca Embraer. Letalo bo naslednik zelo uspešne družine E-Jet. Program so uradno začeli na pariškem sejmu leta 2013 

## Razvoj
Sprva je Embraer najavil, da bo samo izboljšal E-Jet in ne bo razvijal povsem novega letala.  Nova verzija letala naj bi tekmovala z Bombardier CSeries. Motorji bodo imeli manjšo porabo goriva, podvozje bo malo višje in krilo bo iz kompozitnih materialov ali pa klasičnega aluminija. Embraer je novo letalo poimenoval E-Jet2 ali E-2.
Trije proizvajalci motorjev so bili kandidati GeneralElectric, Pratt & Whitney, in Rolls-Royce.  Januarja 2013 je Embraer izbral PW1000G, nov turboventilatorski motor z reduktorjem. . Za dobavo avionike pa je izbral Honeywell Primus..

## Tehnične specifikacije
| Različica                    | E175-E2                                           | E190-E2                                             | E195-E2                                              |
| ---------------------------- | ------------------------------------------------- | --------------------------------------------------- | ---------------------------------------------------- |
| Posadka                      | 2                                                 | 2                                                   | 2                                                    |
| Kapaciteta sedežev           | 90 (1-razred, gosto) 88 (1-razred) 80 (2-razreda) | 114 (1-razred, gosto) 106 (1-razred) 97 (2-razreda) | 144 (1-razred, gosto 132 (1-crazred) 118 (2-razreda) |
| Dolžina                      | 32,3 m (106 ft)                                   | 36,2 m (119 ft)                                     | 41,5 m (136 ft)                                      |
| Razpon kril                  | -                                                 | -                                                   | -                                                    |
| Višina                       | 9,98 m (32,7 ft)                                  | 11 m (36 ft)                                        | 10,9 m (36 ft)                                       |
| Maks. vzletna teža           | 44.330 kg (97.730 lb)                             | 56.900 kg (125.400 lb)                              | 59.400 kg (131.000 lb)                               |
| Maks. pristajlna teža        | 39.100 kg (86.200 lb)                             | 49.450 kg (109.020 lb)                              | 53.750 kg (118.500 lb)                               |
| Maks. teža                   | 10.310 kg (22.730 lb)                             | 13.080 kg (28.840 lb)                               | 15.150 kg (33.400 lb)                                |
| Vzletna razdalja pri MTOW    | 2.240 m (7.350 ft)                                | 1.800 m (5.900 ft)                                  | 1.950 m (6.400 ft)                                   |
| Pristajalna razdalja pri MLW | 1.350 m (4.430 ft)                                | 1.250 m (4.100 ft)                                  | 1.350 m (4.430 ft)                                   |
| Največj hitrost              | Mach 0,82 (870 km/h, 470 kn, 541 mph)             | Mach 0,82 (870 km/h, 470 kn, 541 mph)               | Mach 0,82 (870 km/h, 470 kn, 541 mph)                |
| Dolet                        | 3.556 km (1.920 nmi)                              | 5.186 km (2.800 nmi)                                | 3.704 km (2.000 nmi)                                 |
| Največja višina              | 41.000 ft (12.500 m)                              | 41.000 ft (12.500 m)                                | 41.000 ft (12.500 m)                                 |
| Motorji                      | 2× Pratt & Whitney PW1700G                        | 2× Pratt & Whitney PW1900G                          | 2× Pratt & Whitney PW1900G                           |
| Potisk motorjev              | 15.000 lbf (67 kN) – PW1700G                      | 19.000–22.000 lbf (85–98 kN) – PW1900G              | 19.000–22.000 lbf (85–98 kN) – PW1900G               |